# 7199 Brianza
7199 Brianza è un asteroide della fascia principale. Scoperto nel 1994, presenta un'orbita caratterizzata da un semiasse maggiore pari a 2,8874439 au e da un'eccentricità di 0,0804142, inclinata di 1,21711° rispetto all'eclittica.
L'asteroide è dedicato all'omonima area geografica italiana.